# Liste des districts de Florianópolis
Liste des districts de la municipalité de Florianópolis, capitale de l'État de Santa Catarina, au Brésil.
La ville comporte actuellement 12 districts:
- Barra da Lagoa
- Cachoeira do Bom Jesus
- Campeche
- Canasvieiras
- Centre
- Ingleses do Rio Vermelho
- Lagoa da Conceição
- Pântano do Sul
- Ratones
- Ribeirão da Ilha
- Santo Antônio de Lisboa
- São João do Rio Vermelho